# Jonesboro, Georgia
Jonesboro är administrativ huvudort i Clayton County i Georgia. Orten grundades officiellt år 1859 och fick sitt namn efter järnvägsfunktionären Samuel G. Jones. Enligt 2010 års folkräkning hade Jonesboro 4 724 invånare. En av ortens sevärdheter är Stately Oaks i Margaret Mitchell Memorial Park.

## Kända personer från Jonesboro
- Thomas Milton Rivers, bakteriolog och virolog